# Плямиста котяча акула вузькорота
Плямиста котяча акула вузькорота (Schroederichthys bivius) — акула з роду Плямиста котяча акула родини Котячі акули.

## Опис
Загальна довжина досягає 70 см. Самці трохи більше за самиць. Голова помірного розміру. Морда вузька, закруглена. Очі невеликі, мигдалеподібні, з мигальною перетинкою. За ними розташовані маленькі бризкальця. Носові клапани мають форму вузьких лопатей. Рот вузький та довгий. У самців він більш вузький і зігнутий, ніж у самиць. Зуби дрібні, з багатьма верхівками, з яких центральна є висока і гостра. У самців зуби у 2 рази більше за самиць. У неї 5 пар коротких зябрових щілин. Тулуб помірно стрункий. Грудні плавці великі, широкі. Має 2 спинних плавця однакового розміру. Вони зміщені до хвостової частини. Хвостовий плавець невеличкий, гетероцеркальний.
Забарвлення коричнювате з 7-8 слабкоконтрастними сіро-бурими плямами на спині, боках та плавцях. Черево має білуватий колір.

## Спосіб життя
Тримається на глибинах від 15 до 359 м, зазвичай до 80 м. Полює біля дна, є бентофагом. Живиться дрібними ракоподібними особливо крабами Munida subrugosa, 40% здобичі самців складає дрібна костиста риба.
Статева зрілість у самців настає при розмірі 53-66 см, самиць — 40-45 см. Це яйцекладна акула. Самиця відкладає 2 яйця з вусиками, якими чіпляються до ґрунту. Відкладання відбувається поблизу гирл річок, в затоках, лиманах, лагунах.
Не є об'єктом промислового вилову. на популяцію цієї акули негативно впливає погіршення довкілля.

## Розповсюдження
Мешкає в Тихому та Атлантичному океані: від Чилі до Аргентини, включно з Магеллановою протокою. Зустрічається також біля берегів Уругваю та південної Бразилії.